# The Fighting Hope
The Fighting Hope è un film muto del 1915 diretto da George Melford. È il debutto cinematografico della nota attrice teatrale Laura Hope Crews nel ruolo della protagonista Anna Granger.

## Trama
Cornelius Brady, un broker senza scrupoli, dopo che il presidente della banca gli ha rifiutato un assegno di settecentomila dollari per insufficienza di fondi, offre a Robert Granger, il tesoriere della banca, la somma di centomila dollari se gli farà incassare l'assegno senza copertura. La transazione provoca il fallimento della banca: Granger è condannato a dieci anni di prigione e anche Temple, il presidente, benché sia innocente, viene incriminato.
Anne, la moglie di Granger, convinta dell'innocenza del marito, si fa assumere come segretaria da Temple, alla ricerca di prove che possano discolpare il coniuge. Brady, intanto, ha assunto due investigatori che recuperano un documento che prova la colpevolezza del broker. Anna distrugge la lettera. Innamorata ormai di Temple, la donna però non tradisce il marito, restandogli fedele. Granger fugge dal carcere: quando vede Anna, le confida di aver rubato per poterla mantenere nel lusso. Ma mente: la moglie scopre infatti che Granger ha intestato i centomila dollari a Rose Fanchon, la sua amante e che di quel denaro non resta niente per la famiglia.
Mentre fugge inseguito dalla polizia, Granger viene colpito e ucciso. Anna ora è libera di sposare Temple.

## Produzione
Il film fu prodotto dalla Jesse L. Lasky Feature Play Company.

## Distribuzione
Presentato da Jesse L. Lasky per la Famous Players-Lasky Corporation e la Paramount Pictures, il film uscì nelle sale cinematografiche statunitensi il 19 luglio 1915. In Francia venne distribuito dalla Pathé Consortium Cinéma.